# Kopfhaus

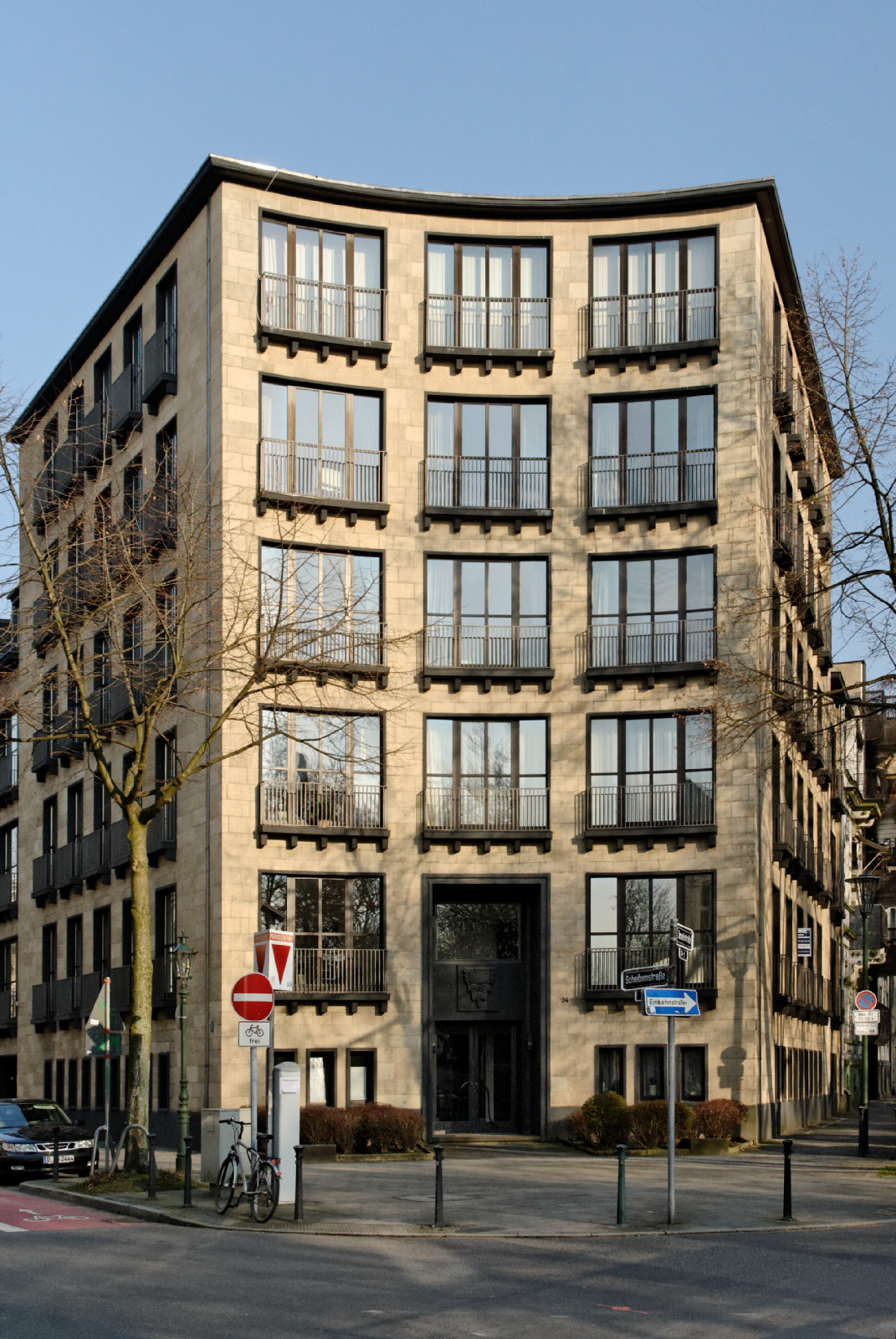
Das Kopfhaus

Das Kopfhaus an der Ecke Scheibenstraße / Inselstraße 34 in Düsseldorf-Pempelfort wurde 1935 nach Entwürfen der Architekten Helmut Hentrich und Hans Heuser erbaut. Die symmetrische Hauptansicht liegt an der spitzwinkligen Straßenecke in der Achse des Ulanendenkmals am Rheinufer. Die Fassade nimmt insofern Bezug auf die axiale städtebauliche Gesamtkomposition des Kulturforums Ehrenhof. Sie umfasst drei Fensterachsen und schwingt konkav ein. „Prominent tritt hier […] in Erscheinung“ das zweigeschossige, monumentalisierte Portal.
Das Erdgeschoss wurde mit kleineren, hochrechteckigen Fenstern als Sockelgeschoss gestaltet. Darüber erhoben sich ursprünglich drei Obergeschosse. Das Portal in der Mittelachse umfasst in der Höhe sowohl das Sockel- als auch das erste Obergeschoss. Das viergeschossige Eckgebäude fand seine Fortsetzung in den ebenfalls viergeschossigen Seitentrakten. Während der Ecktrakt nach dem Zweiten Weltkrieg um zwei Geschosse erhöht wurde, blieben die Seitentrakte in ihrer Höhe unverändert. Die Fenster der Obergeschosse reichen bis zum Fußboden. Die Fassade ist mit Sandstein verkleidet. Die Fenster haben keine auskragende Austrittsfläche und zeigen schwarze Metallbrüstungen. Die Brüstungen verleihen ihnen das Erscheinungsbild von Balkonen. Einfache klotzartige Konsolen unterhalb der Sandsteinplatten bilden den bauplastischen Schmuck der Fassade, ebenso die schmalen Profile aus schwarzem Werkstein. Es ist stilistisch mit dem Haus des Einzelhandelsverbandes verwandt. Es gehörte noch zu den neuklassischen Entwürfen Hentrichs, der in der Nachkriegszeit „nach seinen neuklassischen Entwürfen und einer kurzen Phase des Übergangs [auf] die von Schneider-Esleben und Pfau vorgezeichnete Linie einschwenkte“.